# Archives de guerre

Les Archives de guerre (finnois : Sota-arkisto) sont un service d'archives finlandais, dont le siège est situé dans le quartier de Kruununhaka à Helsinki.

## Histoire
Les Archives de guerre ont été fondées en 1918, pour conserver les archives centrales de l'administration de la défense et de la douane.
Le ministère de l'éducation nationale et le ministère de la défense sont convenus le 13 mars 2007 de les intégrer aux Archives nationales de Finlande à partir du 1er janvier 2008.
Le bâtiment des Archives de guerre constitue maintenant le site de Sörnäinen, l'un des quatre sites des archives nationales.